# 王简嘉禾
王简嘉禾（2002年7月17日—），辽宁鞍山人，中国女子游泳运动员，主攻长距离游泳项目。

## 生平
王简嘉禾5岁时便因身材微胖而被父母送去体校练习游泳。2017年9月，她在第十三届全国运动会上获得女子800米自由泳亚军、女子4×200米自由泳接力亚军和女子400米自由泳第四名，开始为众多人所知。一个月后她便在短池游泳世界杯多哈站女子800米项目上以8分15秒35的成绩刷新该项目世界青年纪录。同年11月，她又在短池世界杯北京站的比赛上以3分59秒69刷新女子400米自由泳世界青年纪录。2018年8月，她在雅加达亚运会1500米自由泳项目中夺金。同月，李冰洁、王简嘉禾、张雨涵、杨浚瑄参加雅加达亚运会女子4×200米自由泳比赛，以7分48秒61的成绩获得金牌。
2021年7月，她随中国游泳队参加2020东京奥运会。